# Хмелёв, Николай Павлович
Никола́й Па́влович Хмелёв (28 июля [10 августа] 1901, Сормово — 1 ноября 1945, Москва) — советский российский актёр, театральный режиссёр, педагог. Народный артист СССР (1937). Лауреат трёх Сталинских премий первой степени (1941, 1942, 1946 — посмертно).

## Биография
Родился в посёлке Сормово (ныне один из районов Нижнего Новгорода).
Учился в частном реальном училище Н. Н. Субботиной в Сормово, а после его закрытия — во 2-й гимназии Нижнего Новгорода в Канавине.
После переезда семьи в Москву с 1916 года учился в 6-й Московской гимназии, с 1919 — одновременно на историко-филологическом факультете Московского университета и во 2-й Студии МХТ. В 1924 году Студия в полном составе влилась в труппу Московского Художественного театра (МХАТ).
Николай Хмелёв стал одним из ярчайших представителей так называемого «второго поколения» артистов МХАТа; среди лучших его ролей — царь Фёдор в трагедии А. К. Толстого «Царь Фёдор Иоаннович», Каренин в «Анне Карениной» Л. Н. Толстого, Тузенбах в «Трёх сёстрах» А. П. Чехова, Алексей Турбин в «Днях Турбиных» М.А. Булгакова.
Вёл режиссёрскую и педагогическую работу. В 1932 году создал театр-студию, влившийся в 1937 году в Московский драматический театр имени М. Н. Ермоловой, художественным руководителем которого он был в 1937—1945 годах.
С началом войны вступил в народное ополчение (2-я дивизия народного ополчения Сталинского района). Эвакуирован с труппой в Саратов.
В 1943—1945 годах — художественный руководитель МХАТа.
Член ВКП(б) с 1941 года.
Умер 1 ноября 1945 года на 45-м году жизни во время генеральной репетиции спектакля «Трудные годы» А. Н. Толстого, в котором исполнял роль царя Ивана Грозного. Похоронен на Новодевичьем кладбище (участок № 2).

### Семья
- Первая жена — Надежда Васильевна Хмелева (девичья фамилия Жиляева, творческий псевдоним Дина Тополева) (1899—1973), актриса Театра им. М. Ермоловой. Официально брак был зарегистрирован с 1923 по апрель 1943 г. Ушла к актёру Георгию Вицину, став тому гражданской женой.
- Вторая жена — Ляля Чёрная (настоящее имя — Надежда Сергеевна Хмелёва, в девичестве — Киселёва, 1909—1982), актриса театра «Ромэн», заслуженная артистка РСФСР (1960)[6]. Ушла к нему от актёра, народного артиста СССР М. М. Яншина.
  - Сын — Алексей Николаевич Хмелёв (1943—2002), заслуженный работник искусств РФ.

## Награды и звания
- Заслуженный артист РСФСР (1933)[7]
- Народный артист СССР (28.04.1937)[8]
- Сталинская премия первой степени (1941) — за выдающиеся достижения в области театрально-драматического искусства[9]
- Сталинская премия первой степени (1942) — за исполнение роли инженера Забелина в спектакле «Кремлёвские куранты» Н. Ф. Погодина[10]
- Сталинская премия первой степени (1946) — за постановку спектакля «Последняя жертва» А. Н. Островского (посмертно)
- Орден Трудового Красного Знамени (03.05.1937) — за выдающиеся заслуги в деле развития русского театрального искусства
- Медали.

## Творчество

### Театральные работы

#### Актёрские
- 3 марта 1923  — «Разбойники» Ф. Шиллера — Шпигельберг
- 1924 — «Синяя птица» М. Метерлинка (дебют во МХАТе) — Огонь
- 1924 — «Елизавета Петровна» Д. П. Смолина — Ушаков, Бирон
- 1924 — «На дне» М. Горького — Костылёв
- 1925 — «Пугачёщина» К. А. Тренёва — Марей
- 1926 — «Дни Турбиных» М. А. Булгакова — Алексей Турбин
- 1926 — «Горячее сердце» А. Н. Островского — Силан
- 1927 — «Бронепоезд 14-69» Вс. В. Иванова — Пеклеванов
- 1927 — «Растратчики» В. П. Катаева — Шольте
- 1929 — «Дядюшкин сон» по Ф. М. Достоевскому — князь К.
- 1930 — «Воскресенье» по Л. Н. Толстому — Крыльцов
- 1930 — «Реклама» М. Уоткинс — Мёрдок
- 1932 — «Вишнёвый сад» А. П. Чехова — Фирс
- 1935 — «Царь Фёдор Иоаннович» А. К. Толстого. Постановка К. С. Станиславского и Вл. И. Немировича-Данченко — царь Фёдор, Михайло Головин, Василий Шуйский
- 1935 — «Враги» М. Горького — Николай Скроботов
- 1937 — «Земля» Н. Е. Вирты — Сторожев
- 1937 — «Анна Каренина» по роману Л. Н. Толстого. Постановка Вл. И. Немировича-Данченко — Каренин
- 1940 — «Три сестры» А. П. Чехова. Постановка Вл. И. Немировича-Данченко — Тузенбах
- 1941 — «Кремлёвские куранты» Н. Ф. Погодина — Забелин
- 1943 — «Последние дни» М. А. Булгакова — Дубельт
- 1945 — «Трудные годы» А. Н. Толстого — Иван Грозный
- «Хлеб» В. М. Киршона — Раевский
- «Узор из роз» Ф. К. Сологуба — повар Елевферий
- «Горе от ума» А. С. Грибоедова — Петрушка
- «Ревизор» Н. В. Гоголя — трактирный слуга
- «На всякого мудреца довольно простоты» А. Н. Островского — лакей Мамаева
- «У жизни в лапах» К. Гамсуна — Гислесен
- «Утро памяти декабристов» А. Р. Кугеля — Чернышёв
- «Безумный день, или женитьба Фигаро» П. Бомарше — Базиль
- «Сказка об Иванушке» — король Тму-Тараканска

#### Режиссёрские
- 1934 — «Не было ни гроша, да вдруг алтын» А. Н. Островского (совм. с Е. С. Телешёвой)
- 1940 — «Как вам это понравится» У. Шекспира (совм. с М. О. Кнебель)
- 1942 — «Фронт» А. Е. Корнейчука (совм. с другими)
- 1943 — «Русские люди» К. М. Симонова (совм. с другими)
- 1944 — «Последняя жертва» А. Н. Островского (совм. с другими)
- 1944 — «Дети солнца» М. Горького (совместно с М. О. Кнебель)
- «Дон Хиль — зелёные штаны» Т. де Молины
- «Дальняя дорога» А. Н. Арбузова
- «Шторм» В. Н. Билль-Белоцерковского
- «Кубанцы» В. М. Ротко

### Фильмография
- 1920 — Домовой-агитатор (короткометражный) — жених
- 1927 — Конец Санкт-Петербурга — биржевик
- 1928 — Саламандра — принц Карлштейн
- 1932 — Мёртвый дом — Достоевский
- 1936 — Поколение победителей — Евгений Светлов
- 1936 — Бежин луг — отец Стёпки
- 1939 — Человек в футляре — Беликов

## Адреса
В начале 1920-х годов жил в Замоскворечье: Голиковский пер., 8.; затем — в Камергерском переулке, дом 5/7 и на Тверской улице, 8.

## Память
- Именем Н. Хмелёва в 1945—1993 годах называлась улица в Москве (ныне Пушкарёв переулок, в районе Сретенки).
- В Сормовском районе Нижнего Новгорода именем Н. Хмелёва назван переулок.
- Личный архив Н. Хмелёва — в Музее МХАТ, 308 единиц хранения.
- Имя Н. Хмелёва носит средняя общеобразовательная школа № 77 Сормовского района Нижнего Новгорода.